# Diospyros cathayensis
Diospyros cathayensis är en tvåhjärtbladig växtart som beskrevs av Steward. Diospyros cathayensis ingår i släktet Diospyros och familjen Ebenaceae. Inga underarter finns listade i Catalogue of Life.